# Stefania Wojtulanis-Karpińska
Stefania Cecylia Wojtulanis-Karpińska (22. listopadu 1912 Varšava – 12. února 2005 Los Angeles) byla polská letkyně. V meziválečném období byla sportovní pilotkou a byla kapitánkou polského letectva. Ve druhé světové válce, kdy byla známá jako Barbara Wojtulanis, létala v British Air Transport Auxiliary (ATA). Byla jednou z prvních dvou polských pilotek, které se připojily k British Air Transport Auxiliary, druhou byla Anna Leska.

## Život
Od mládí se zajímala o letectví. Působila v Przysposobienie Wojskowe Kobiet (Obranná organizace žen) a mládežnické odnoži Aeroklubu Warszawski (Varšavský aeroklub), kde ji její kolegové piloti přezdívali Barbara a kde se seznámila s Jadwigou Piłsudskou.
Studovala na Fakultě strojního inženýrství Varšavské polytechniky. Tuto školu si vybrala, protože její studenti dostali přednost pro získání letových licencí prostřednictvím varšavského aeroklubu. Byla jednou z prvních žen v Polsku, které získaly průkaz pilota balónů a letadel. V roce 1935 zahájila plachtařský výcvik (v Miłośnu, Polichnu a Pińczówě), po kterém absolvovala i pilotní kurz. Poté absolvovala kurz pro instruktory parašutismu.
Věnovala se všem druhům leteckých sportů, počínaje účastí na 8. ročníku Krajowe Zawody Balonów Wolnych o Puchar im. płk. Aleksandra Wańkowicza (Národní soutěž ve volném balónu o pohár plukovníka Aleksandera Wańkowicze) dne 17. května 1936 v Toruni jako asistent pilota Franciszka Janika na balónu „Syrena“ (který obsadil deváté místo). V roce 1937 se jako pilotka zúčastnila soutěže o pohár „Skrzydlata Polska“. Zúčastnila se také skupinového seskoku padákem ve Lvově. V roce 1938 se zúčastnila jako navigátorka 8. národní letecké soutěže. Dne 16. června 1938 se v rámci Národní letecké výstavy konala ve Lvově První soutěž lvovských balónů. Ženský tým Wojtulanis a Zofia Szczecińska obsadil čtvrté místo, urazil vzdálenost 189 kilometrů (117 mil) a přistál ve Wygodě u Zalishchyky.
Dne 28. května 1939 se jako pilotka balónu zúčastnila 11. celostátní soutěže ve volném balónu plukovníka Aleksandera Wańkowicze v Mościcích. V červnu téhož roku absolvovala kurz akrobacie na letounech RWD-10 a RWD-17 a své dovednosti předvedla v červenci na X. Zlot do Morza (10. let k moři)..
Před vypuknutím druhé světové války strávila ve vzduchu celkem 192 hodin 28 minut pilotováním cvičných a sportovních letadel RWD, horkovzdušných balónů a kluzáků včetně motorového kluzáku „Bąk“.

### Druhá světová válka
Po vypuknutí druhé světové války v září 1939 se Stefania Wojtulanisová dobrovolně přihlásila k vojenské službě. Zkušenosti s létáním v Aeroklubu jí umožnily provádět spojovací lety jako styčný důstojník, byla ve štábní letce vrchního velitele vzdušných sil generála Józefa Zające. Létala na letounu RWD-8.
Po sovětské invazi do Polska dne 17. září 1939 se s polským letectvem evakuovala do Rumunska. Její matka a sestra později zemřely ve varšavském povstání. Do prosince 1939 zůstala v Rumunsku, kde sloužila jako kurýr, cestovala po celé zemi a pomáhala při útěku a doručovala peníze a dokumenty internovaným polským letcům prchajícím do Francie. Poté se dostala do Francie, kde byla povýšena na podporučíka a pracovala v leteckém štábu. Po pádu Francie v létě 1940 se vydala do Spojeného království na polské lodi Batory ze Saint-Jean-de-Luz do Plymouthu. Později byla přidělena k velitelství polského letectva v Londýně.
Dne 1. ledna 1941 se ona a Anna Leska staly prvními dvěma polskými pilotkami, které vstoupily do British Air Transport Auxiliary (ATA), která dodávala letadla z továren na letiště operačních jednotek a poškozená letadla na opravy továren nebo vrakovišť. Dne 30. ledna 1941 se kvalifikovala pro britský pilotní průkaz na Hatfield Aerodrome ATA, létala na Tiger Moth. Byla známá pod svou přezdívkou Barbara.
Služba ATA byla náročná, lety probíhaly bez rádiového spojení, navigačních map, často za špatných povětrnostních podmínek, a také to vyžadovalo, aby se naučila létat s různými typy dodávaných letadel, včetně dvoumotorových bombardérů, jako je Vickers Wellington. Sloužila v ATA jako pilot první důstojník až do 4. května 1945.

### Soukromý život
Stefania Wojtulanisová se 6. června 1946 provdala za polského generála letectva Stanisława Karpińského. V roce 1958 se s manželem usadili v Los Angeles v Kalifornii a v roce 1963 požádali o naturalizaci. Tam vystudovala počítačové programování a pracovala jako referentka pro zpracování dat a zapojila se do společenských aktivit, účastnila se polských organizací pro přistěhovalce a veterány. Byla prezidentkou polského svazu letců „Wings of the Pacific“ v Kalifornii a členkou dalších organizací, včetně Women's Overseas League a Silver Wings Fraternity. Podporovala polská muzea a kulturní a vzdělávací instituce.
Stefania Wojtulanis-Karpińska zemřela v polském domově důchodců v Los Angeles dne 12. února 2005.